# Ricky (film)
Ricky is een Frans-Italiaanse fantasie en dramafilm uit 2009. De film is geregisseerd door François Ozon en ging op 11 februari 2009 in première.

## Samenvatting
Katie (Alexandra Lamy) woont met haar dochter Lisa (Mélusine Mayance) in een sociale woning in het oosten van Parijs. Hun gezin raakt ontwricht als Katie verliefd wordt op Paco (Sergi López), haar Spaanse collega in een cosmeticafabriek. Er wordt een baby geboren nadat Paco is ingetrokken. Het kind, dat ze Ricky (Arthur Peyret) noemen, wordt een bron van angst en een ongewenste verrassing omdat hij luidruchtig en veeleisend is. Tot overmaat van ramp beginnen Ricky's schouderbladen vleugels te krijgen. De baby begint ook te vliegen. Hij wordt een publieke nieuwsgierigheid, waardoor de familie verder in de war raakt en bang wordt voor Ricky's veiligheid. Katie en Paco leggen een touw om Ricky, zodat hij niet wegvliegt. Ze laten Ricky los terwijl Katie het touw vasthoudt, en iedereen is verrast om Ricky te zien vliegen. Maar wanneer Katie per ongeluk het touw loslaat, vliegt Ricky weg en hoewel ze hem achtervolgen, vliegt hij weg. Katie en Paco denken dat Ricky dood is. Katie is moedeloos en staat op het punt zelfmoord te plegen als ze Ricky's stem en zijn fladderende vleugels hoort als hij terugkeert.

## Rolverdeling
- Alexandra Lamy als Katie
- Sergi López als Paco
- Mélusine Mayance als Lisa
- Arthur Peyret als Ricky
- André Wilms als de ziekenhuisarts
- Jean-Claude Bolle-Reddat als journalist
- Julien Haurantals de bibliothecaris
- Eric Forterre als Butcher